# Graffiti Aleksamenosa

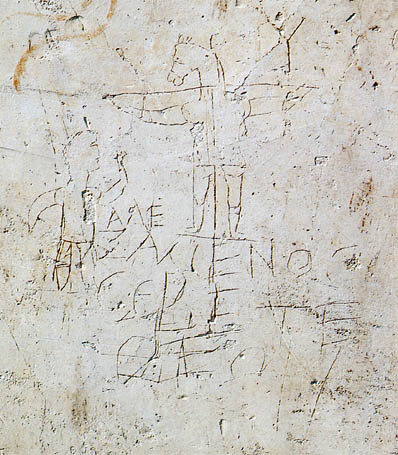
Graffiti Aleksamenosa

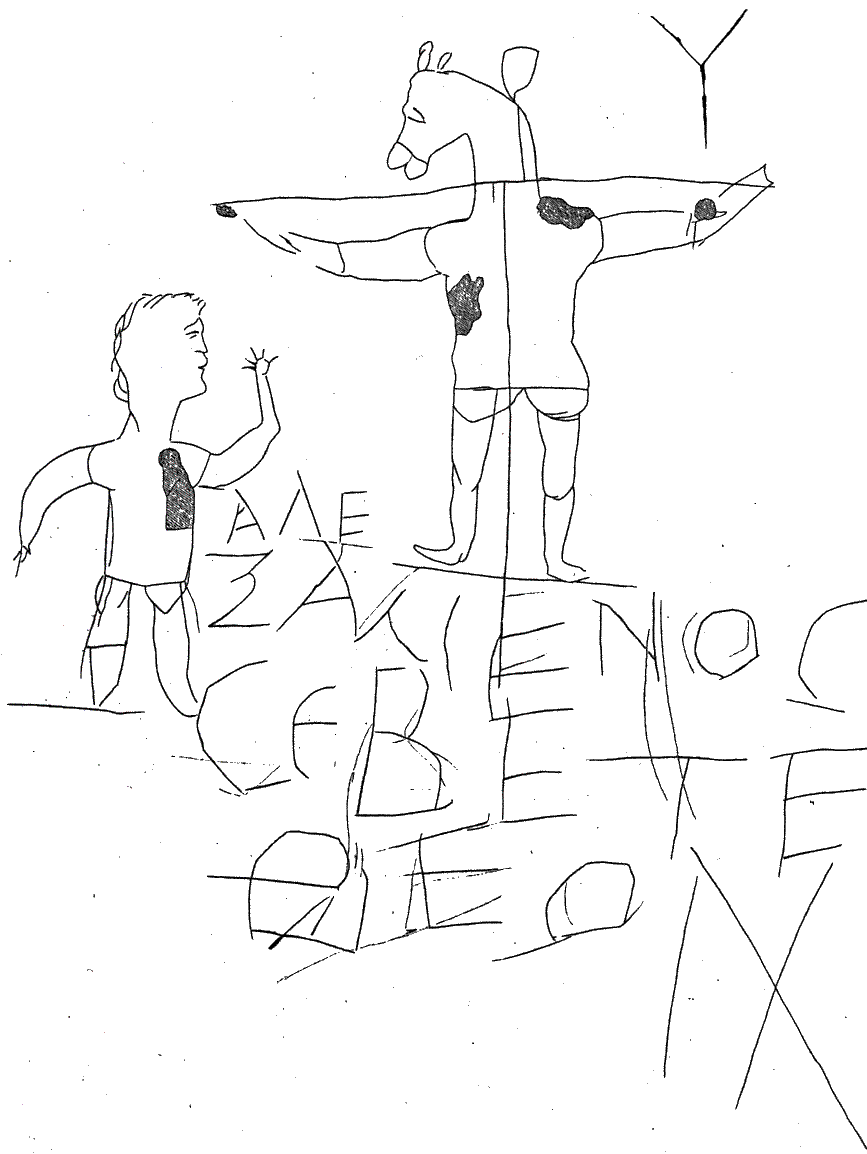
Graffiti Aleksamenosa - wersja retuszowana

Graffiti Aleksamenosa – graffiti wyryte na murze Pałacu Cezarów na Palatynie w Rzymie, uważane za najstarsze znane wyobrażenie ukrzyżowanego Jezusa. Zostało odkryte w 1857 roku. Obecnie jest umieszczone w muzeum Antiquarium Forense e Antiquarium Palatino.
Rysunek przedstawia ukrzyżowanego człowieka z głową osła. Po jego lewej stronie stoi postać z uniesioną – prawdopodobnie w geście religijnym – ręką. Podpis w języku greckim głosi Αλεξαμενος ϲεβετε θεον (Aleksamenos sebete theon), czyli „Aleksamenos oddaje cześć bogu”.
W 1870 roku na ścianie sąsiedniego budynku znaleziono dwujęzyczną inskrypcję w łacinie i grece o treści Aleksamenos fidelis, czyli „Aleksamenos wierzący”. Odnalezione graffiti są zatem szyderstwem z Aleksamenosa i jego religii.
Wiek graffiti jest nieznany; datuje się je na okres między I a III wiekiem. W tym okresie w pismach pogańskich często zarzucano Żydom i chrześcijanom onolatrię (kult osła), a popularnym sposobem ośmieszenia oponentów było przedstawianie ich mistrza jako postaci z oślą głową. Tertulian wspomniał o Żydzie, który w Kartaginie namalował na murze karykaturę chrześcijańskiego Boga jako istotę z oślimi uszami i kopytem u jednej nogi, trzymającego książkę. Niektórzy uważali, że graffiti może mieć związek z gnostycką sektą, której symbolem była głowa osła.
Wśród uczonych nie ma jednomyślności na temat tego, kogo przedstawia rysunek. Na wizerunku z Palatynu widnieje po prawej stronie oślogłowca litera Y, która była symbolem pitagorejczyków i stąd wynika – zdaniem profesora Wunscha – że Aleksamenos z graffiti należał do sekty setian. Postać identyfikowana bywa jako egipski bóg Set, czyli grecki Tyfon. Nie jest też wykluczone, że karykatura z Palatynu może mieć związek z egipskim bogiem Anubisem.